# Osmunda hybrida
Osmunda hybrida är en safsaväxtart som beskrevs av Tsutsumi, S.Matsumoto, Y.Yatabe, Y.Hiray. och M. Kato. Osmunda hybrida ingår i släktet Osmunda och familjen Osmundaceae. Inga underarter finns listade.